# ピルドプ
ピルドプ（Pirdop (ブルガリア語: Пирдоп [pirˈdɔp])）は、ブルガリア南西部のソフィア州にある町。同名のピルドプ市の行政の中心地である。
ズラティツァ＝ピルドプ峡谷南東部の標高670メートル地点に位置し、北にはバルカン山脈、南にはスレドナ・ゴラ山脈、東にはコズニツァ山、西にはガラベツ山がそれぞれある。人口は8,040人。
町内にはアルーマニア人が一定数居住している。
南極のサウスシェトランド諸島のリヴィングストン島にあるピルドプ峠は、この町の名前に由来する。

## 経済
非鉄金属が主要な産業で、バルカン半島のみならず南東欧全域で最大規模の銅の精錬所がある。1997年に8000万ドルで民間に払い下げられ、現在はドイツのアウルビスが所有している精錬所は、一日16万トンの銅が生産可能である。さらに8200万ユーロを投資し、18万トンの銅が生産可能な別の精錬所も建設されている。副産物として、83万トンの硫酸も産出されている。従業員数は1420人である。
工場の最も高い煙突は325メートルで、マリツァ東発電所の煙突とともにブルガリアで最も高い人工構造物となっている。

## ギャラリー

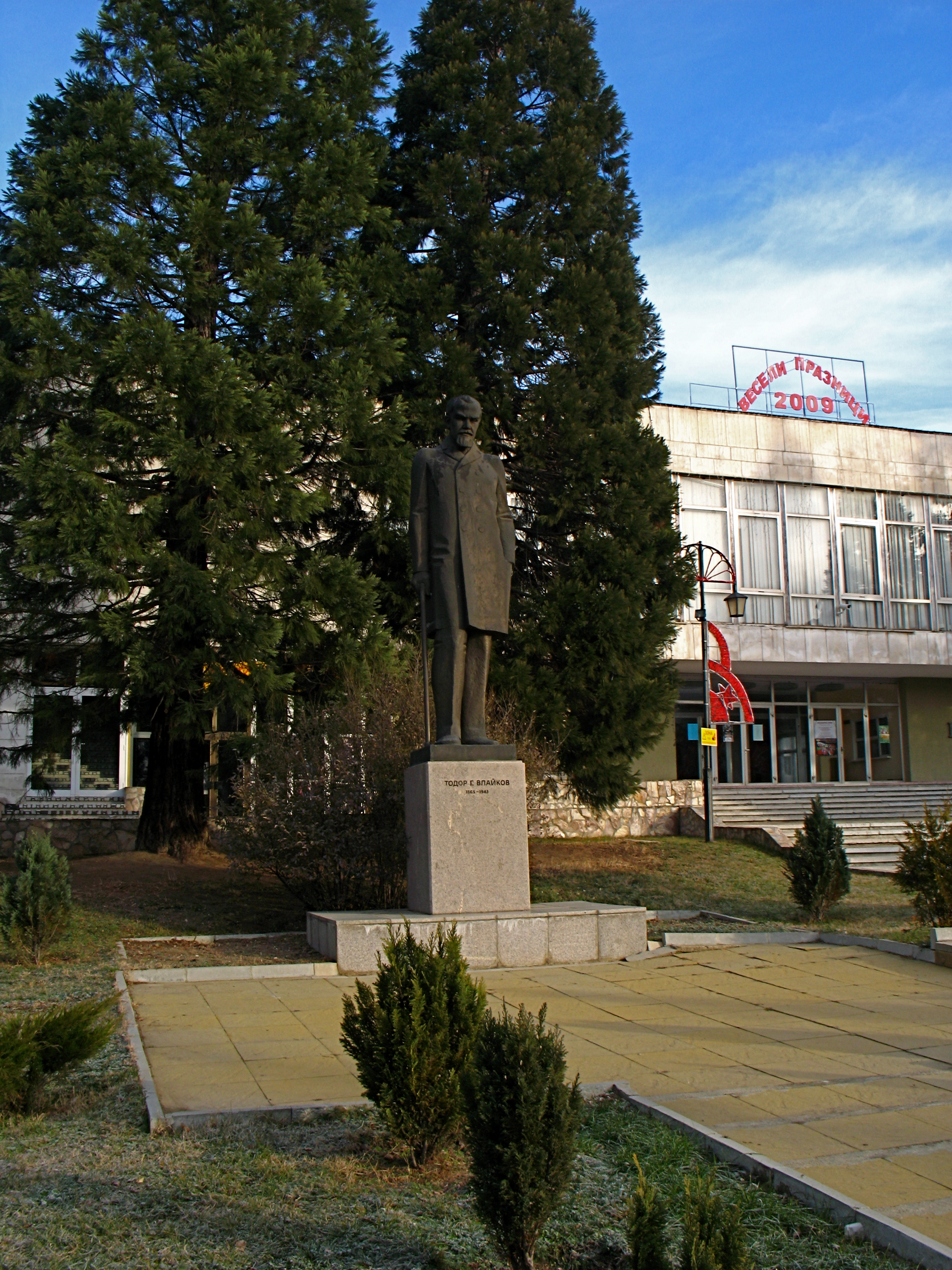
作家トドル・ヴライコフの記念碑
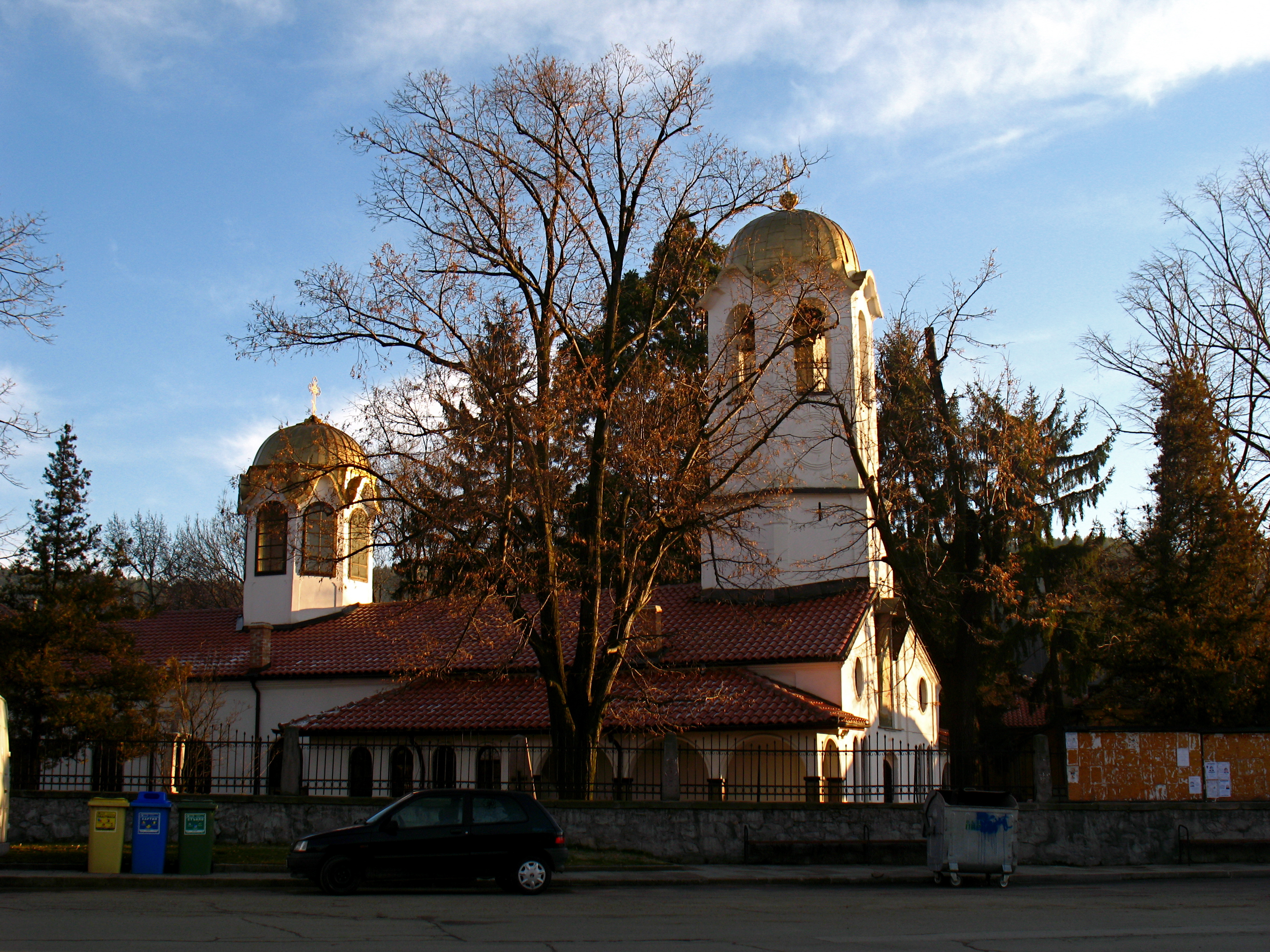
昇天教会
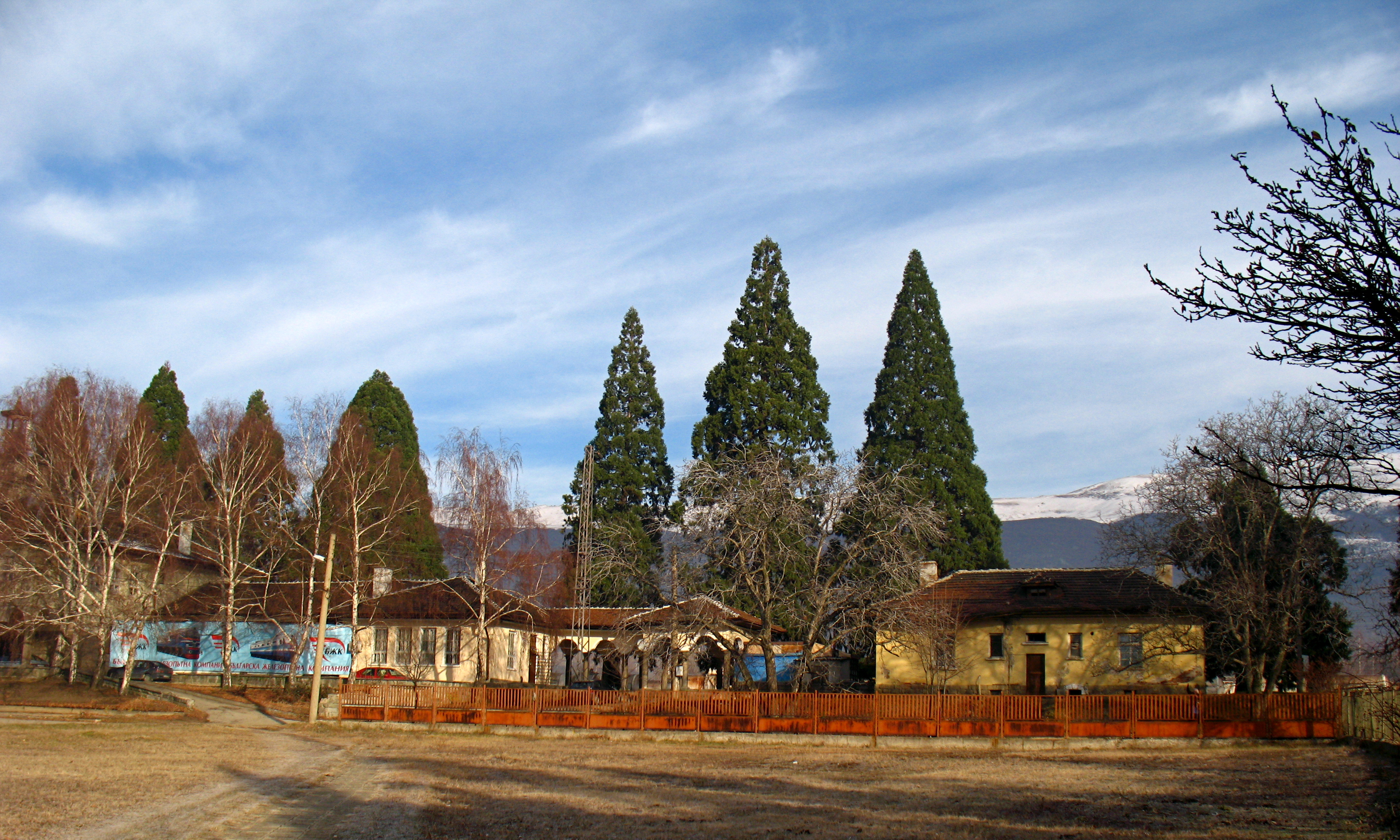
町内の鉄道駅
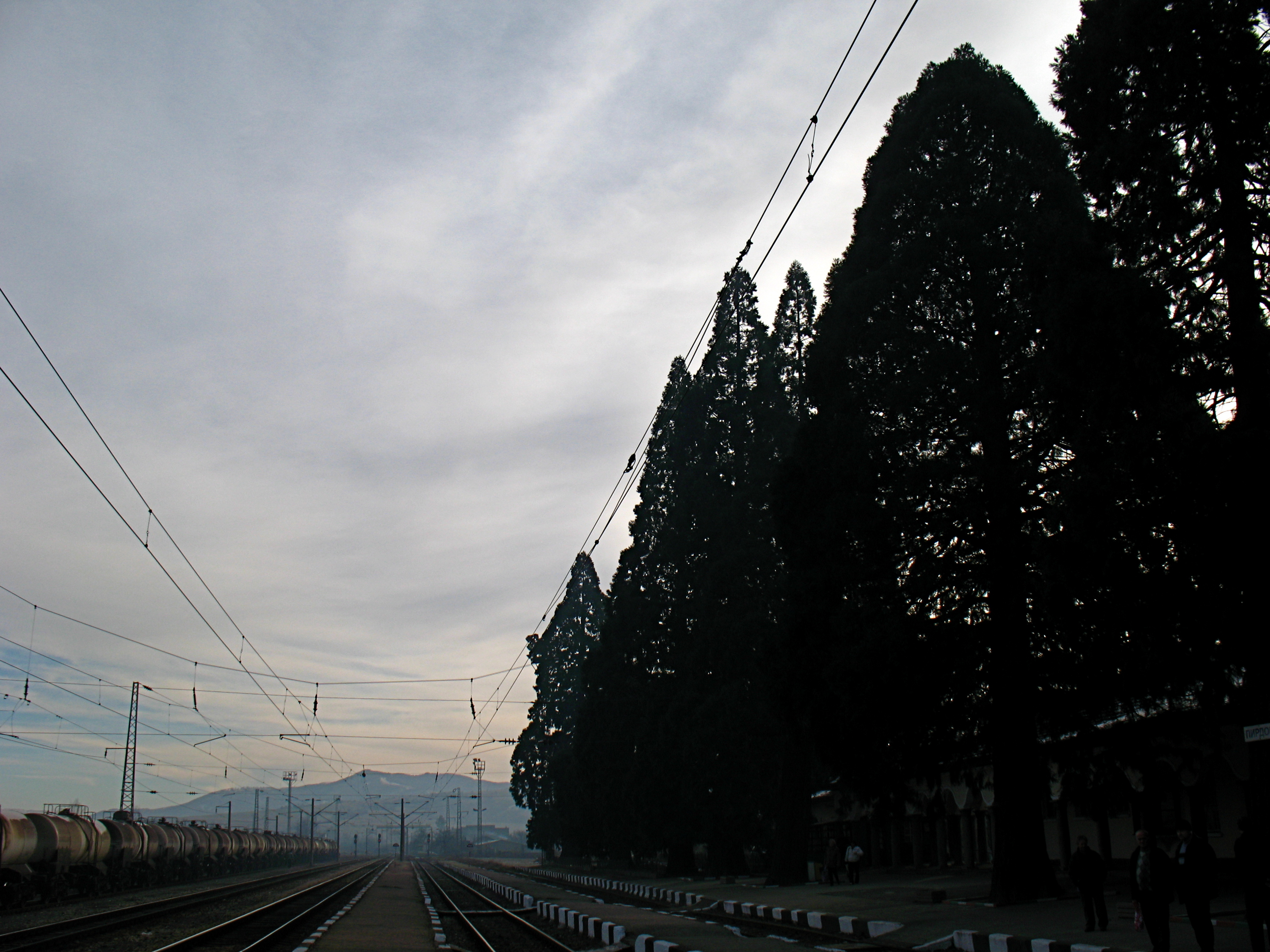
線路のそばにそびえるセコイア
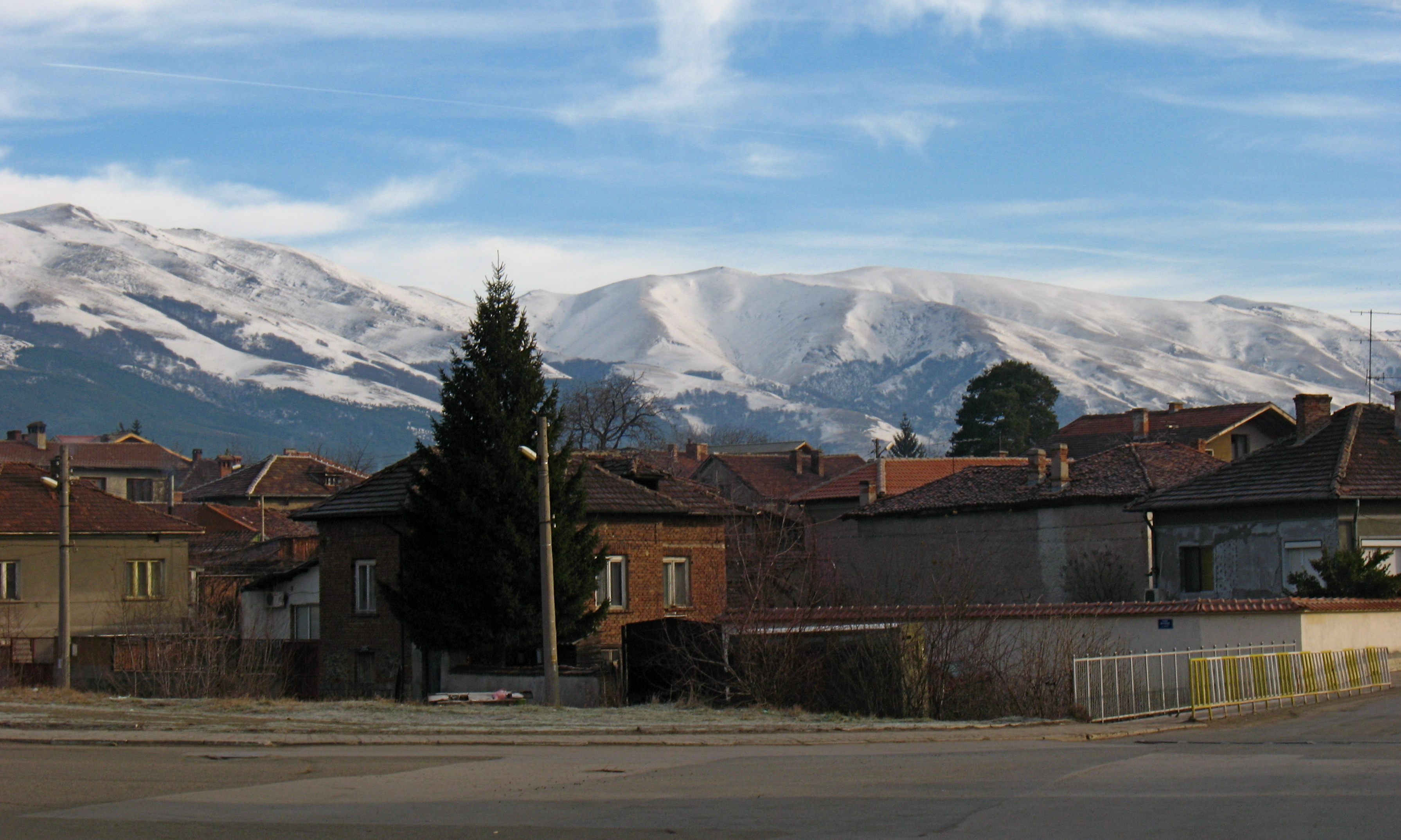
町内から見たバルカン山脈
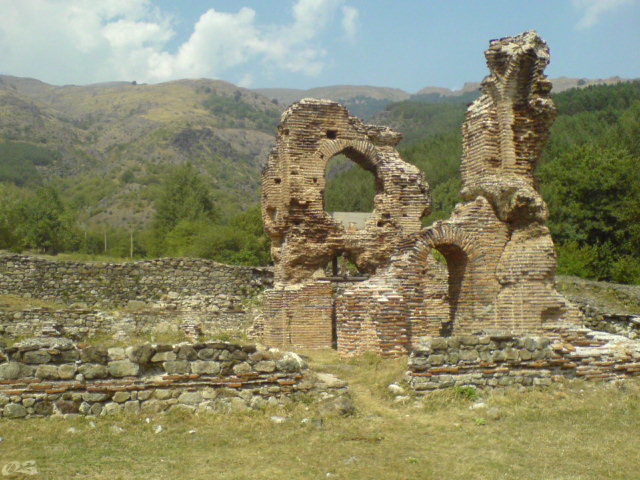
エレンスカ教会跡
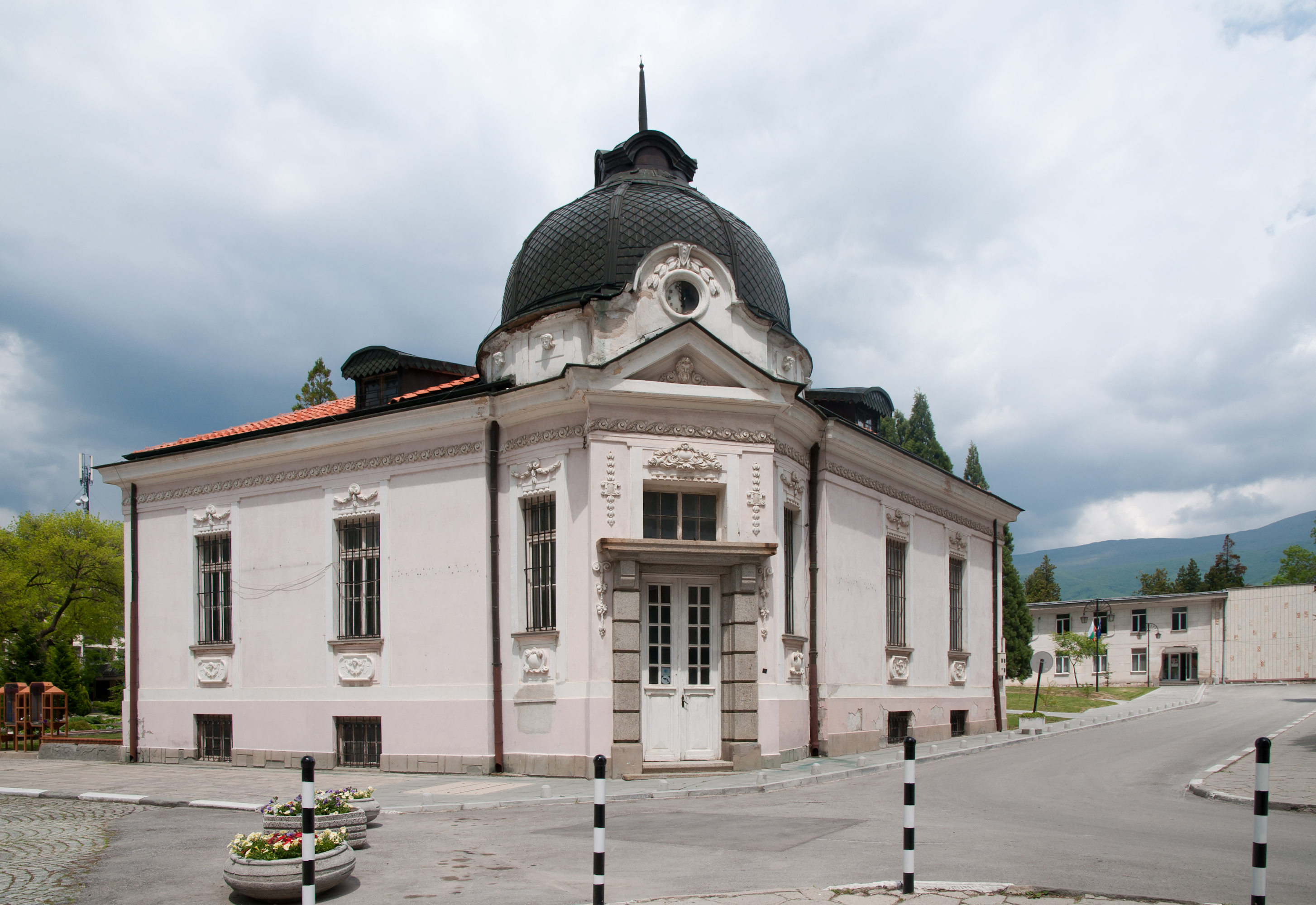
町内の銀行の建物